# Ekstraklasa
Ekstraklasa este cea mai importantă competiție din sistemul fotbalistic din Polonia.

## Clasamentul UEFA
Coeficientul UEFA pe 2020
- 27  (28)  A PFG
- 28  (25)  Ekstraklasa
- 29  (29)  Liga I
- 30  (30)  Superliga Slovaciei
- 31  (32)  Liechtenstein
- 32  (31)  PrvaLiga

## Lista cu echipele Campioane
| - 1927 : Wisła Kraków - 1928 : Wisła Kraków - 1929 : Warta Poznań - 1930 : Cracovia - 1931 : Garbarnia Kraków - 1932 : Cracovia - 1933 : Ruch Chorzów - 1934 : Ruch Chorzów - 1935 : Ruch Chorzów - 1936 : Ruch Chorzów - 1937 : Cracovia - 1938 : Ruch Chorzów - 1939 : Abandon* - 1946 : Polonia Warsaw - 1947 : Warta Poznań - 1948 : Cracovia - 1949 : Wisła Kraków - 1950 : Wisła Kraków - 1951 : Wisła Kraków - 1952 : Ruch Chorzów | - 1953 : Ruch Chorzów - 1954 : Polonia Bytom - 1955 : Legia Warsaw - 1956 : Legia Warsaw - 1957 : Górnik Zabrze - 1958 : ŁKS Łódź - 1959 : Górnik Zabrze - 1960 : Ruch Chorzów - 1961 : Górnik Zabrze - 1962 : Polonia Bytom - 1963 : Górnik Zabrze - 1964 : Górnik Zabrze - 1965 : Górnik Zabrze - 1966 : Górnik Zabrze - 1967 : Górnik Zabrze - 1968 : Ruch Chorzów - 1969 : Legia Warsaw - 1970 : Legia Warsaw - 1971 : Górnik Zabrze - 1972 : Górnik Zabrze | - 1973 : Stal Mielec - 1974 : Ruch Chorzów - 1975 : Ruch Chorzów - 1976 : Stal Mielec - 1977 : Śląsk Wrocław - 1978 : Wisła Kraków - 1979 : Ruch Chorzów - 1980 : Szombierki Bytom - 1981 : Widzew Łódź - 1982 : Widzew Łódź - 1983 : Lech Poznań - 1984 : Lech Poznań - 1985 : Górnik Zabrze - 1986 : Górnik Zabrze - 1987 : Górnik Zabrze - 1988 : Górnik Zabrze - 1989 : Ruch Chorzów - 1990 : Lech Poznań - 1991 : Zagłębie Lubin - 1992 : Lech Poznań | - 1993 : Lech Poznań - 1994 : Legia Warsaw - 1995 : Legia Warsaw - 1996 : Widzew Łódź - 1997 : Widzew Łódź - 1998 : ŁKS Łódź - 1999 : Wisła Kraków - 2000 : Polonia Warsaw - 2001 : Wisła Kraków - 2002 : Legia Warsaw - 2003 : Wisła Kraków - 2004 : Wisła Kraków - 2005 : Wisła Kraków - 2006 : Legia Warsaw - 2007 : Zagłębie Lubin - 2008 : Wisła Kraków - 2009 : Wisła Kraków - 2010 : Lech Poznań - 2011 : Wisła Kraków - 2012 : Śląsk Wrocław | - 2013 : Legia Warsaw - 2014 : Legia Warsaw - 2015 : Lech Poznań - 2016 : Legia Warsaw - 2017 : Legia Warsaw - 2018 : Legia Warsaw - 2019 : Piast Gliwice - 2020 : Legia Warsaw - 2021 : Legia Warsaw - 2022 : Lech Poznań - 2023 : Raków Częstochowa - 2024 : Jagiellonia Białystok - 2025 : - 2026 : - 2027 : - 2028 : - 2029 : - 2030 : - 2031 : - 2032 : |

Abandonate din cauza izbucnirii celui de al doilea război mondial. La 31 august anul 1939 Ruch Chorzów a fost lider.

### Performanță după club
Bold indică cluburile care joacă în prezent în divizia de top.
| Titlu | Club             | Ani                                                                                      |
| ----- | ---------------- | ---------------------------------------------------------------------------------------- |
| 15    | Legia Warsaw     | 1955, 1956, 1969, 1970, 1994, 1995, 2002, 2006, 2013, 2014, 2016, 2017, 2018, 2020, 2021 |
| 14    | Górnik Zabrze    | 1957, 1959, 1961, 1963, 1964, 1965, 1966, 1967, 1971, 1972, 1985, 1986, 1987, 1988       |
| 14    | Wisła Kraków     | 1927, 1928, 1949, 1950, 1951, 1978, 1999, 2001, 2003, 2004, 2005, 2008, 2009, 2011       |
| 13    | Ruch Chorzów     | 1933, 1934, 1935, 1936, 1938, 1952, 1953, 1960, 1968, 1974, 1975, 1979, 1989             |
| 8     | Lech Poznań      | 1983, 1984, 1990, 1992, 1993, 2010, 2015, 2022                                           |
| 4     | Cracovia         | 1930, 1932, 1937, 1948                                                                   |
| 4     | Widzew Łódź      | 1981, 1982, 1996, 1997                                                                   |
| 2     | Warta Poznań     | 1929, 1947                                                                               |
| 2     | Polonia Warsaw   | 1946, 2000                                                                               |
| 2     | Polonia Bytom    | 1954, 1962                                                                               |
| 2     | ŁKS Łódź         | 1958, 1998                                                                               |
| 2     | Stal Mielec      | 1973, 1976                                                                               |
| 2     | Śląsk Wrocław    | 1977, 2012                                                                               |
| 2     | Zagłębie Lubin   | 1991, 2007                                                                               |
| 1     | Garbarnia Kraków | 1931                                                                                     |
| 1     | Szombierki Bytom | 1980                                                                                     |
| 1     | Piast Gliwice    | 2019                                                                                     |

## Performanțe după regiune

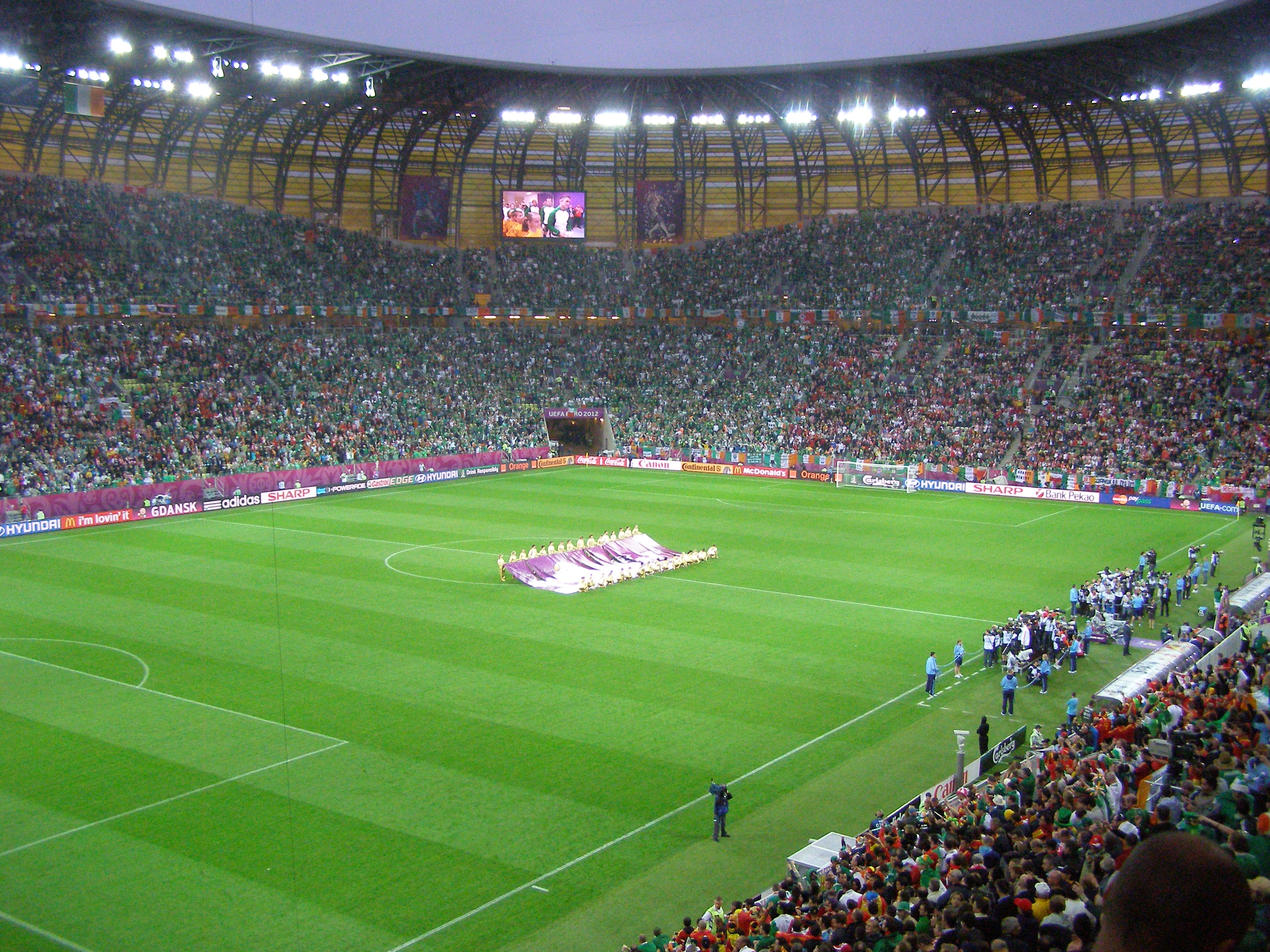
PGE Arena - Gdańsk

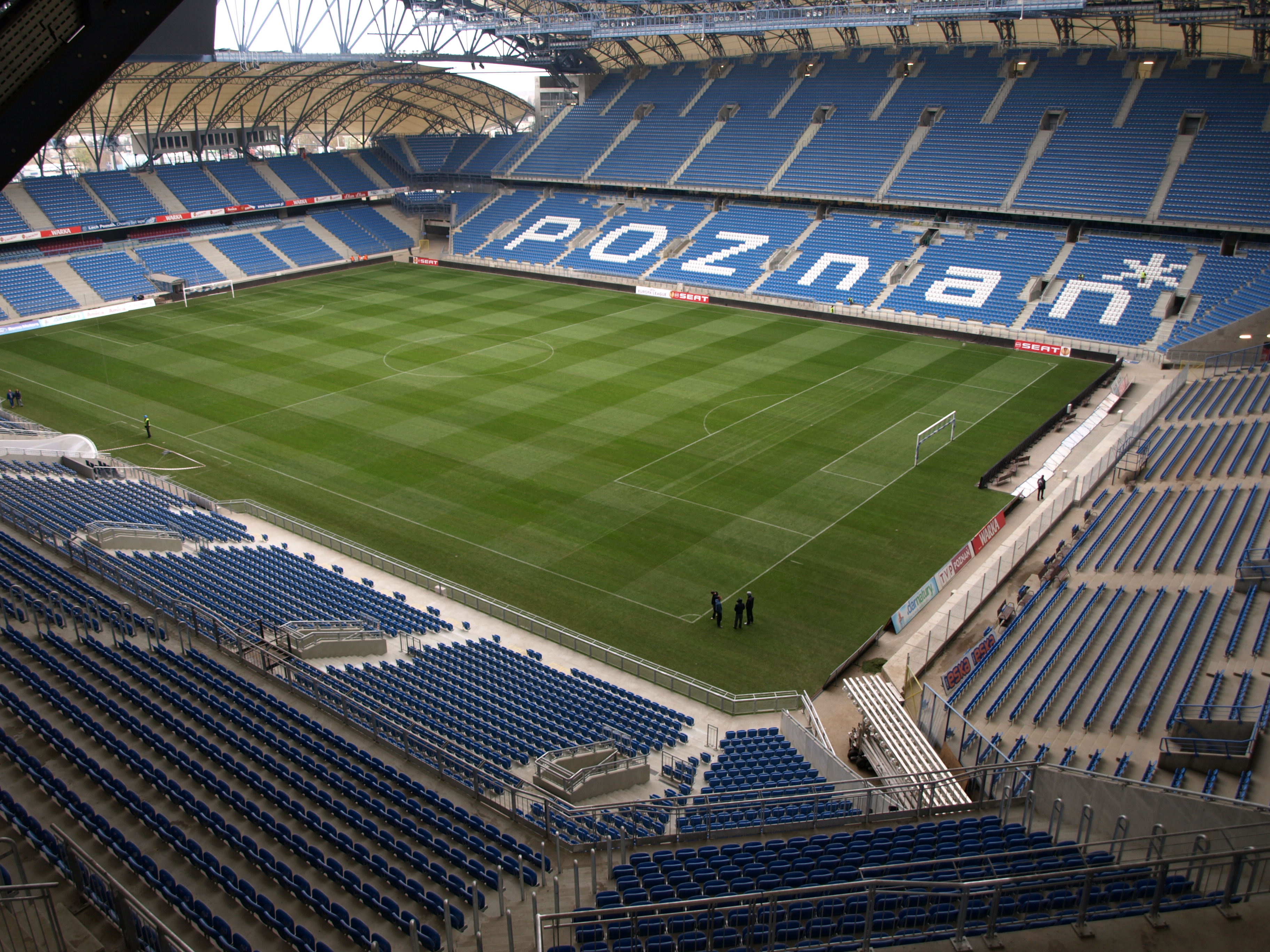
Stadion Miejski (Poznań) - Poznań

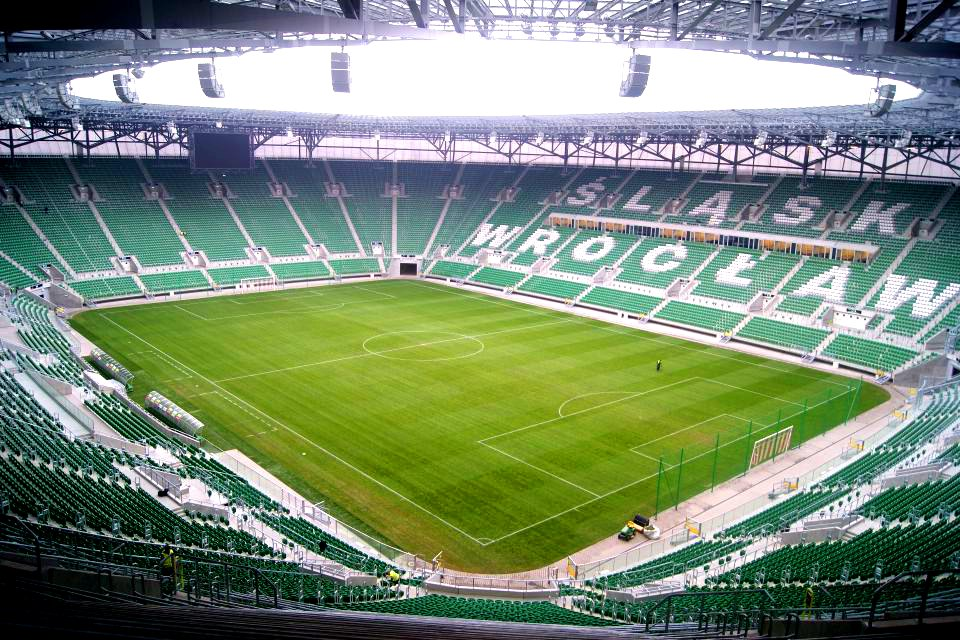
Stadion Miejski (Wrocław) - Wrocław

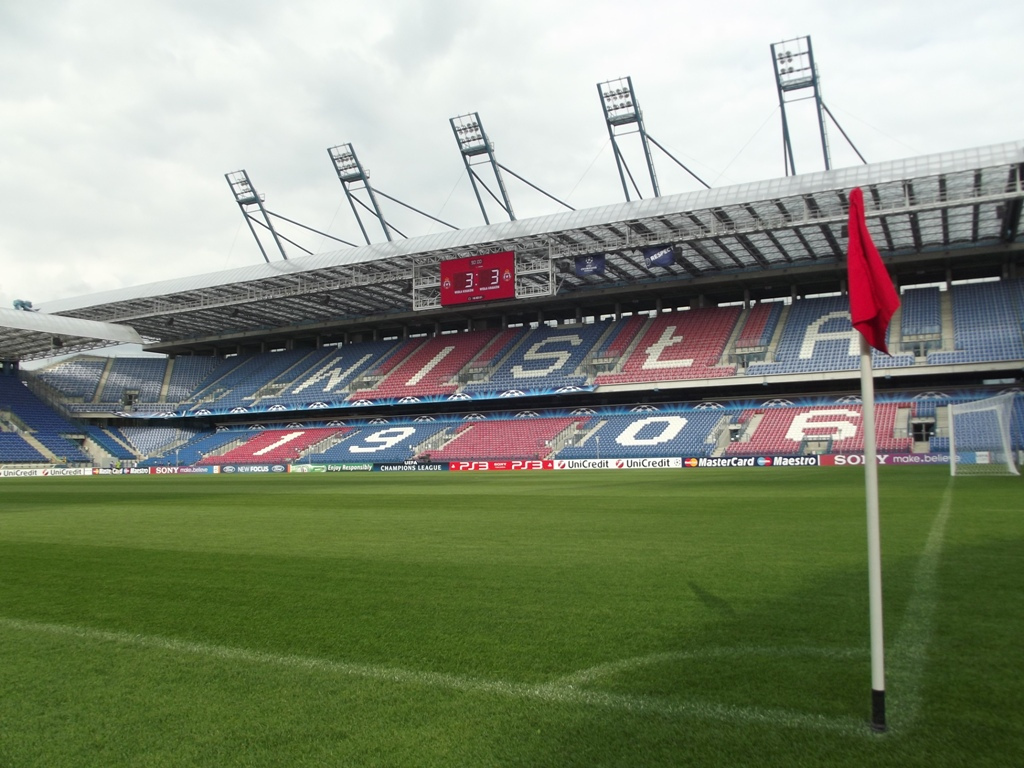
Stadion Miejski Henryka Reymana - Cracovia

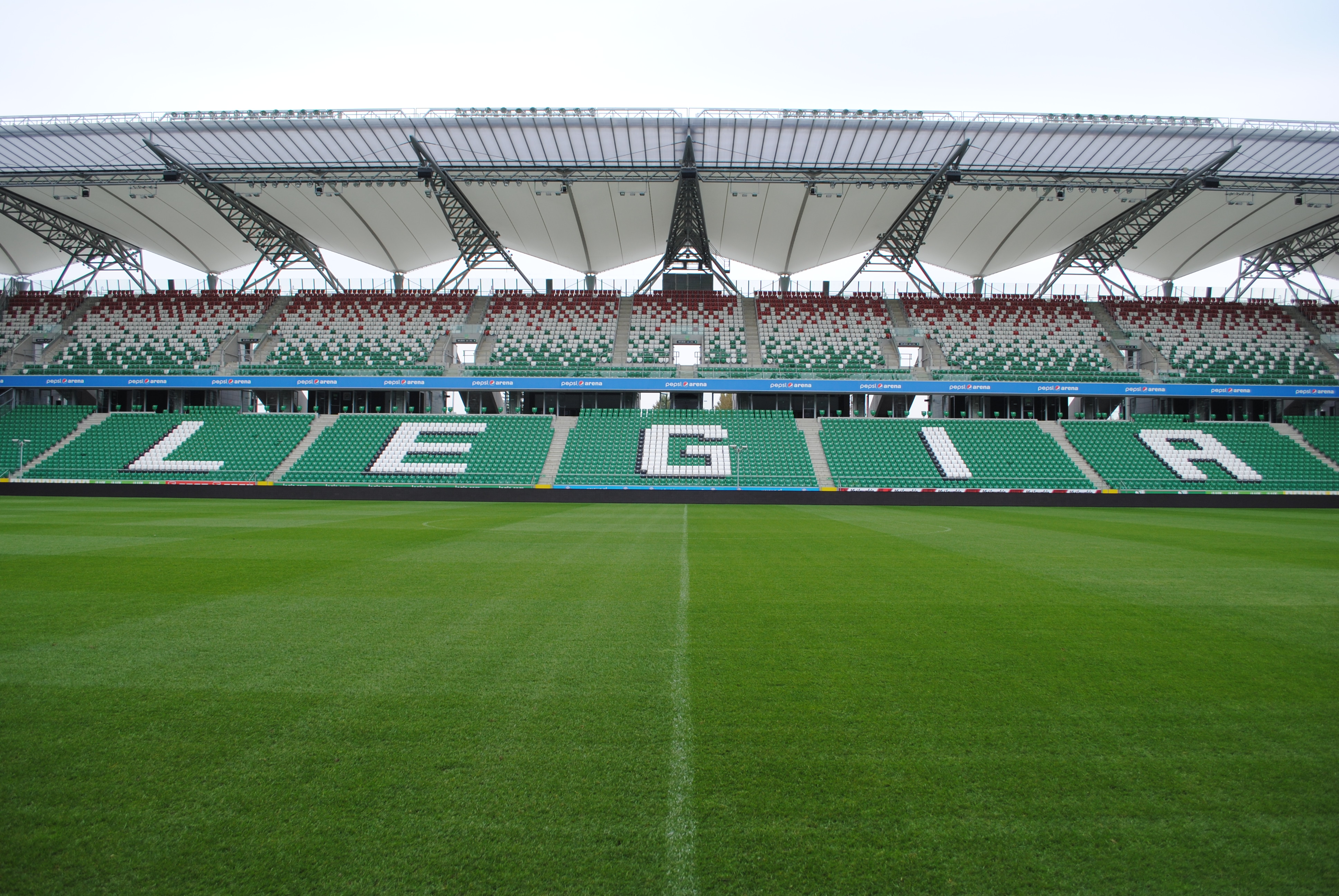
Stadion Wojska Polskiego - Varșovia

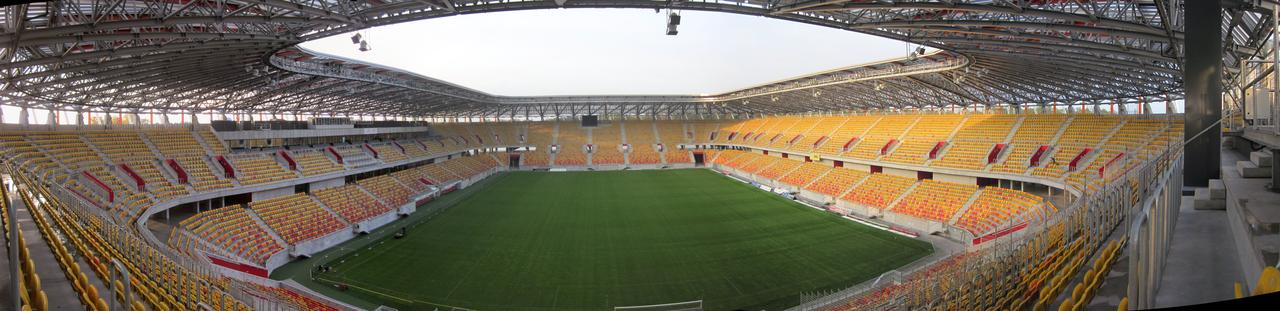
Stadion Miejski (Białystok) - Białystok

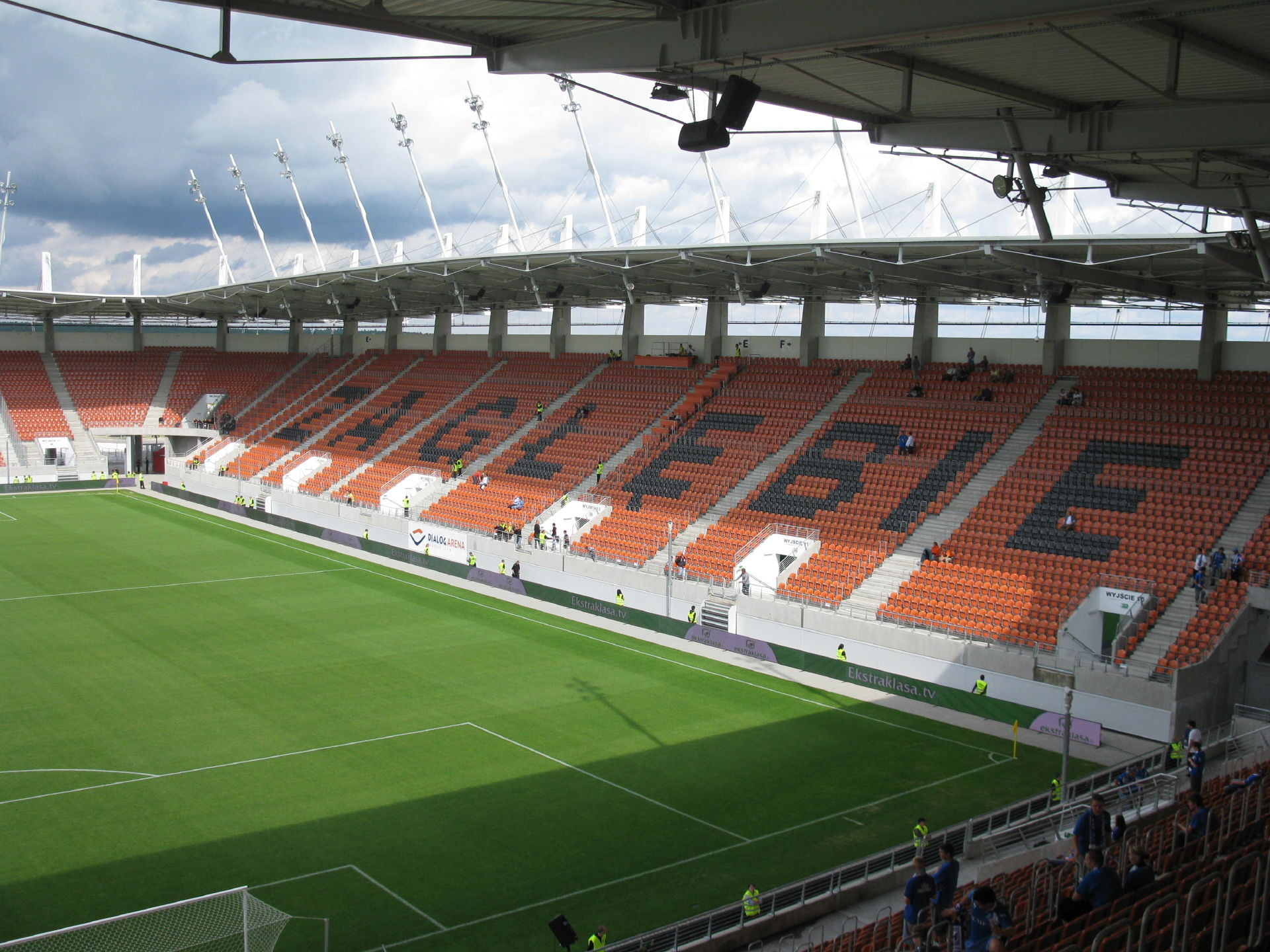
Stadion Zagłębia Lubin - Lubin

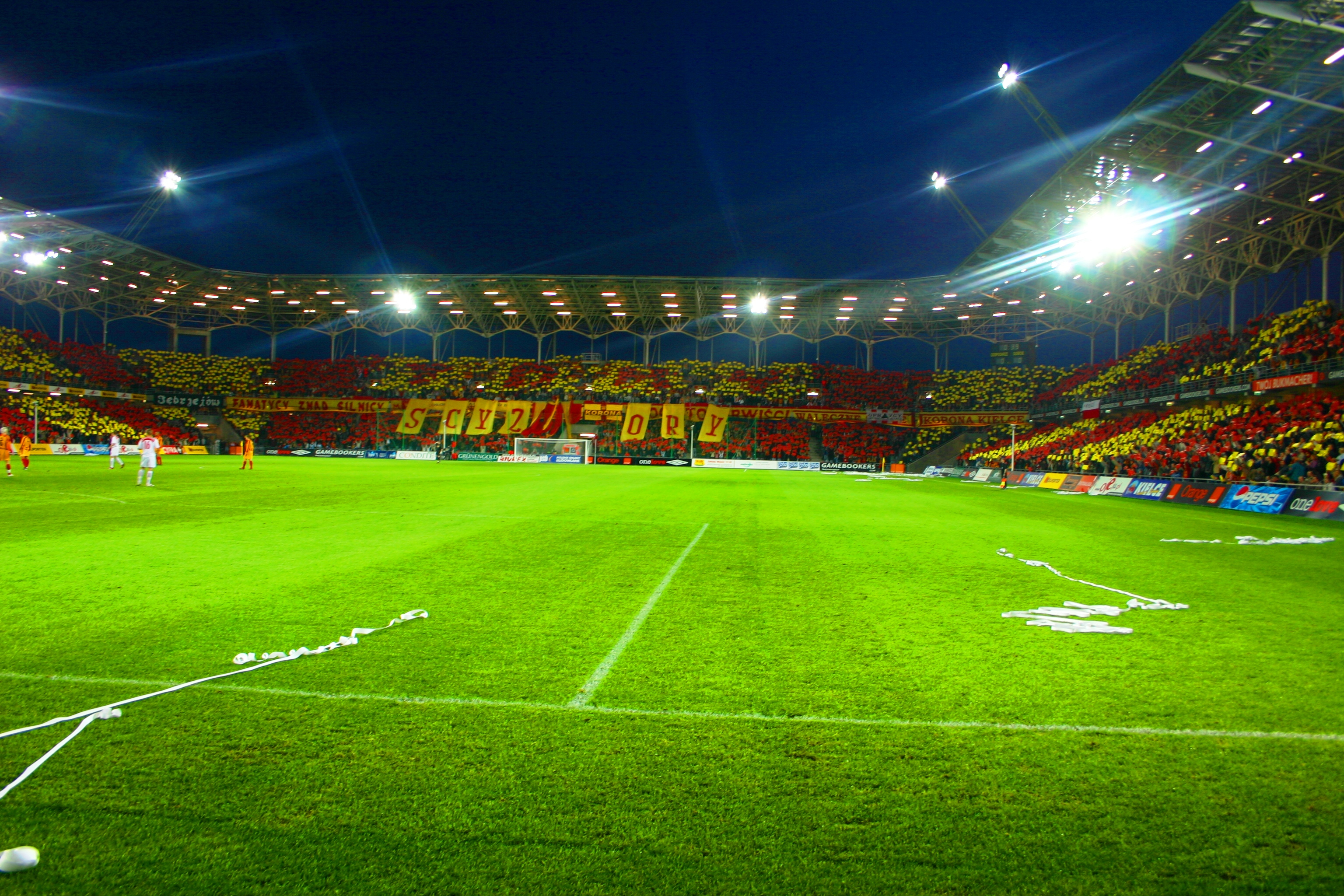
Stadion Miejski (Kielce) - Kielce

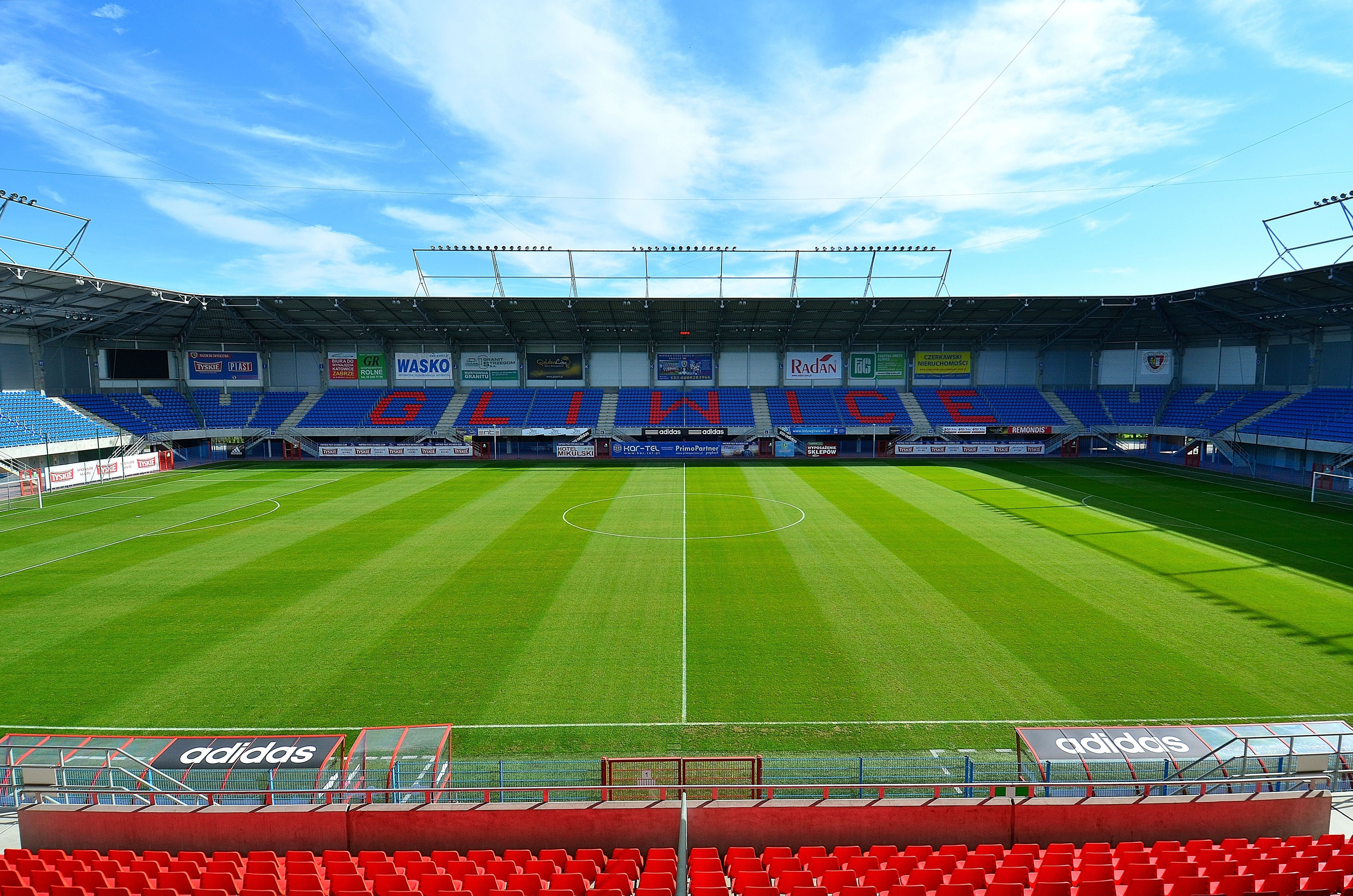
Stadion Piasta Gliwice - Gliwice

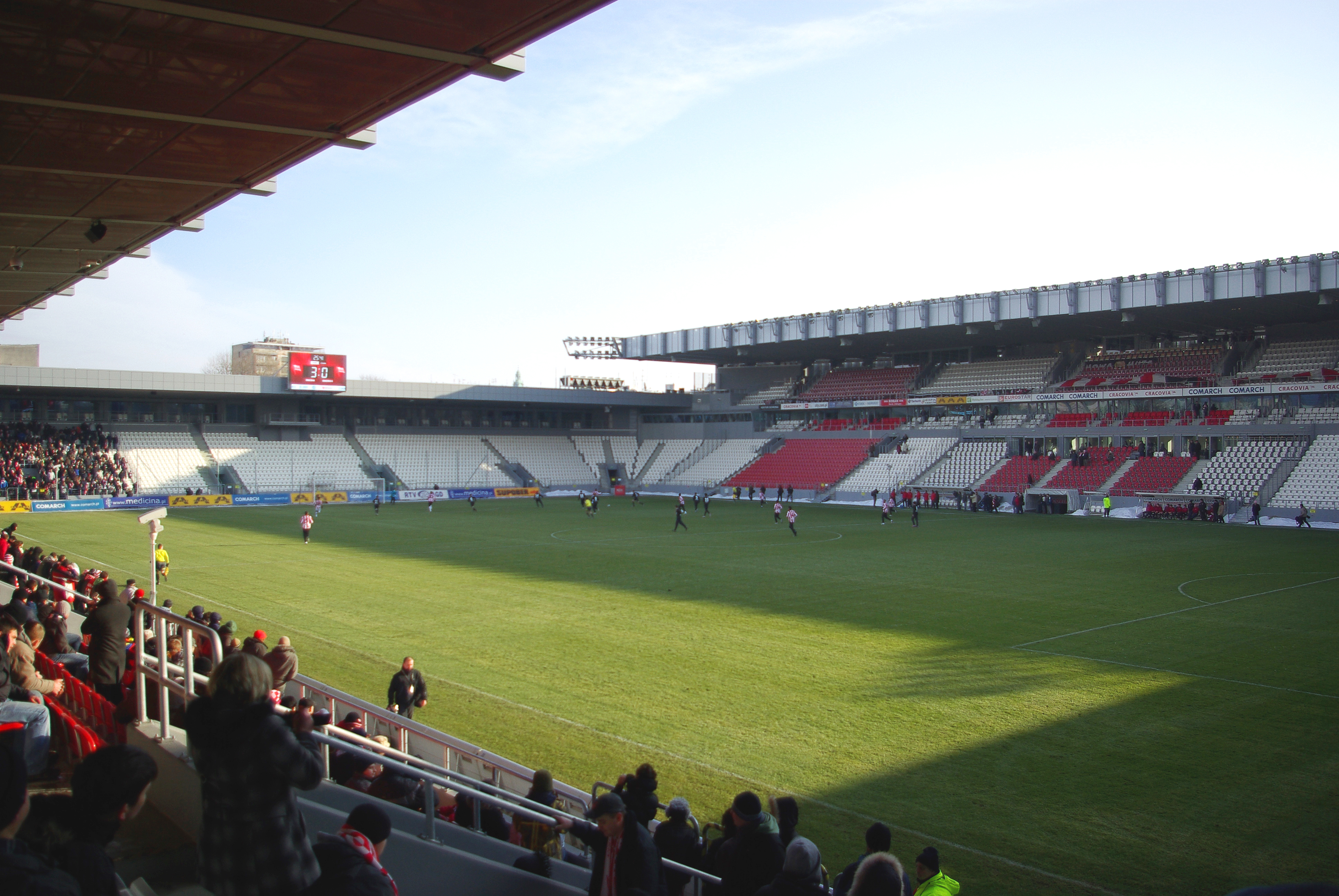
Stadion Cracovii Józefa Piłsudskiego - Cracovia

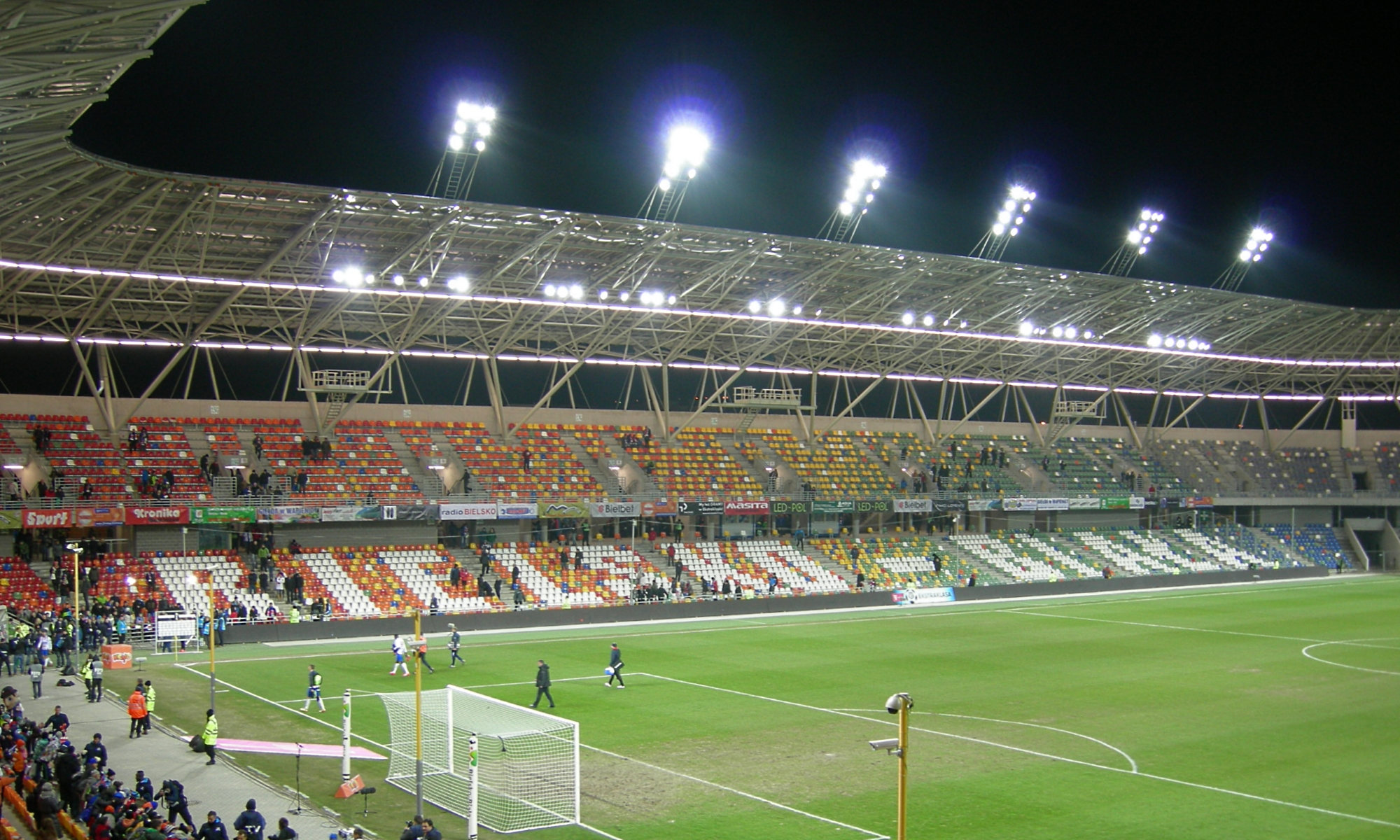
Stadion Miejski (Bielsko-Biała) - Bielsko-Biała

| Voievodatul        | Titluri | Cluburile câștigătoare                                                                            |
| ------------------ | ------- | ------------------------------------------------------------------------------------------------- |
| Silezia            | 31      | Górnik Zabrze (14), Ruch Chorzów (13), Polonia Bytom (2), Szombierki Bytom (1), Piast Gliwice (1) |
| Polonia Mică       | 19      | Wisła Cracovia (14), Cracovia (4), Garbarnia Cracovia (1)                                         |
| Mazovia            | 17      | Legia Varșovia (15), Polonia Varșovia (2)                                                         |
| Polonia Mare       | 10      | Lech Poznań (8), Warta Poznań (2)                                                                 |
| Łódź               | 6       | Widzew Łódź (4), ŁKS Łódź (2)                                                                     |
| Silezia Inferioară | 4       | Zagłębie Lubin (2), Śląsk Wrocław (2)                                                             |
| Podcarpația        | 2       | Stal Mielec (2)                                                                                   |

## Golgheteri
- 21 august 2013[3]

### 1927-39
| Perioada | Goluri | Jucător                          | Club                 |
| -------- | ------ | -------------------------------- | -------------------- |
| 1927     | 37     | Henryk Reyman                    | Wisła Kraków         |
| 1928     | 28     | Ludwik Gintel                    | Cracovia Kraków      |
| 1929     | 25     | Rochus Nastula                   | Czarni Lwów          |
| 1930     | 24     | Karol Kossok                     | Cracovia Kraków      |
| 1931     | 24     | Walerian Kisieliński             | Wisła Kraków         |
| 1932     | 16     | Kajetan Kryszkiewicz             | Warta Poznań         |
| 1933     | 19     | Artur Woźniak                    | Wisła Kraków         |
| 1934     | 33     | Ernst Willimowski                | Ruch Hajduki Wielkie |
| 1935     | 22     | Michał Matyas                    | Pogoń Lwów           |
| 1936     | 18     | Teodor Peterek Ernst Willimowski | Ruch Hajduki Wielkie |
| 1937     | 12     | Artur Woźniak                    | Wisła Kraków         |
| 1938     | 21     | Teodor Peterek                   | Ruch Hajduki Wielkie |
| 1939     | 12     | Ernst Willimowski                | Ruch Hajduki Wielkie |

### 1948-2013
| Perioada | Goluri | Jucător                                             | Club                                               |
| -------- | ------ | --------------------------------------------------- | -------------------------------------------------- |
| 1948     | 31     | Józef Kohut                                         | Wisła Kraków                                       |
| 1949     | 20     | Teodor Anioła                                       | Lech Poznań                                        |
| 1950     | 21     | Teodor Anioła                                       | Lech Poznań                                        |
| 1951     | 20     | Teodor Anioła                                       | Lech Poznań                                        |
| 1952     | 11     | Gerard Cieślik                                      | Ruch Chorzów                                       |
| 1953     | 24     | Gerard Cieślik                                      | Ruch Chorzów                                       |
| 1954     | 13     | Henryk Kempny Ernst Pohl                            | Polonia Bytom Legia Varșovia                       |
| 1955     | 16     | Stanisław Hachorek                                  | Gwardia Varșovia                                   |
| 1956     | 21     | Henryk Kempny                                       | Legia Varșovia                                     |
| 1957     | 19     | Lucjan Brychczy                                     | Legia Varșovia                                     |
| 1958     | 19     | Władysław Soporek                                   | ŁKS Łódź                                           |
| 1959     | 21     | Jan Liberda Ernst Pohl                              | Polonia Bytom Górnik Zabrze                        |
| 1960     | 17     | Marian Norkowski                                    | Polonia Bydgoszcz                                  |
| 1961     | 24     | Ernst Pohl                                          | Górnik Zabrze                                      |
| 1962     | 16     | Jan Liberda                                         | Polonia Bytom                                      |
| 1963     | 18     | Marian Kielec                                       | Pogoń Szczecin                                     |
| 1964     | 18     | Lucjan Brychczy Józef Gałeczka Jerzy Wilim          | Legia Varșovia Zagłębie Sosnowiec Szombierki Bytom |
| 1965     | 18     | Lucjan Brychczy                                     | Legia Varșovia                                     |
| 1966     | 23     | Włodzimierz Lubański                                | Górnik Zabrze                                      |
| 1967     | 18     | Włodzimierz Lubański                                | Górnik Zabrze                                      |
| 1968     | 24     | Włodzimierz Lubański                                | Górnik Zabrze                                      |
| 1969     | 22     | Włodzimierz Lubański                                | Górnik Zabrze                                      |
| 1970     | 18     | Andrzej Jarosik                                     | Zagłębie Sosnowiec                                 |
| 1971     | 13     | Andrzej Jarosik                                     | Zagłębie Sosnowiec                                 |
| 1972     | 16     | Ryszard Szymczak                                    | Gwardia Varșovia                                   |
| 1973     | 13     | Grzegorz Lato                                       | Stal Mielec                                        |
| 1974     | 15     | Zdzisław Kapka                                      | Wisła Kraków                                       |
| 1975     | 19     | Grzegorz Lato                                       | Stal Mielec                                        |
| 1976     | 20     | Kazimierz Kmiecik                                   | Wisła Kraków                                       |
| 1977     | 17     | Włodzimierz Mazur                                   | Zagłębie Sosnowiec                                 |
| 1978     | 15     | Kazimierz Kmiecik                                   | Wisła Kraków                                       |
| 1979     | 17     | Kazimierz Kmiecik                                   | Wisła Kraków                                       |
| 1980     | 24     | Kazimierz Kmiecik                                   | Wisła Kraków                                       |
| 1981     | 18     | Krzysztof Adamczyk                                  | Legia Varșovia                                     |
| 1982     | 15     | Grzegorz Kapica                                     | Szombierki Bytom                                   |
| 1983     | 15     | Mirosław Okoński Mirosław Tłokiński                 | Lech Poznań Widzew Łódź                            |
| 1984     | 14     | Włodzimierz Ciołek                                  | Górnik Wałbrzych                                   |
| 1985     | 14     | Leszek Iwanicki                                     | Motor Lublin                                       |
| 1986     | 20     | Andrzej Zgutczyński                                 | Górnik Zabrze                                      |
| 1987     | 24     | Marek Leśniak                                       | Pogoń Szczecin                                     |
| 1988     | 20     | Dariusz Dziekanowski                                | Legia Varșovia                                     |
| 1989     | 24     | Krzysztof Warzycha                                  | Ruch Chorzów                                       |
| 1990     | 18     | Andrzej Juskowiak                                   | Lech Poznań                                        |
| 1991     | 21     | Tomasz Dziubiński                                   | Wisła Kraków                                       |
| 1992     | 20     | Jerzy Podbrożny Mirosław Waligóra                   | Lech Poznań Hutnik Kraków                          |
| 1993     | 25     | Jerzy Podbrożny                                     | Lech Poznań                                        |
| 1994     | 21     | Zenon Burzawa                                       | Sokół Pniewy                                       |
| 1995     | 16     | Bogusław Cygan                                      | Stal Mielec                                        |
| 1996     | 29     | Marek Koniarek                                      | Widzew Łódź                                        |
| 1997     | 18     | Mirosław Trzeciak                                   | ŁKS Łódź                                           |
| 1998     | 14     | Arkadiusz Bąk Sylwester Czereszewski Mariusz Śrutwa | Polonia Varșovia Legia Varșovia Ruch Chorzów       |
| 1999     | 21     | Tomasz Frankowski                                   | Wisła Kraków                                       |
| 2000     | 19     | Adam Kompała                                        | Górnik Zabrze                                      |
| 2001     | 18     | Tomasz Frankowski                                   | Wisła Kraków                                       |
| 2002     | 21     | Maciej Żurawski                                     | Wisła Kraków                                       |
| 2003     | 24     | Stanko Svitlica                                     | Legia Varșovia                                     |
| 2004     | 20     | Maciej Żurawski                                     | Wisła Kraków                                       |
| 2005     | 25     | Tomasz Frankowski                                   | Wisła Kraków                                       |
| 2006     | 21     | Grzegorz Piechna                                    | Korona Kielce                                      |
| 2007     | 15     | Piotr Reiss                                         | Lech Poznań                                        |
| 2008     | 23     | Paweł Brożek                                        | Wisła Kraków                                       |
| 2009     | 19     | Paweł Brożek Takesure Chinyama                      | Wisła Kraków Legia Varșovia                        |
| 2010     | 18     | Robert Lewandowski                                  | Lech Poznań                                        |
| 2011     | 14     | Tomasz Frankowski                                   | Jagiellonia Białystok                              |
| 2012     | 22     | Artjoms Rudņevs                                     | Lech Poznań                                        |
| 2013     | 14     | Robert Demjan                                       | Podbeskidzie Bielsko-Biała                         |
| 2014     | 21     | Marcin Robak                                        | Piast Gliwice/Pogoń Szczecin                       |
| 2015     | 22     | Kamil Wilczek                                       | Piast Gliwice                                      |
| 2016     | 28     | Nemanja Nikolić                                     | Legia Varșovia                                     |